# Gymnastiek op de Olympische Zomerspelen 2024 – Brug ongelijk vrouwen
De brug met ongelijke leggers voor de vrouwen op de Olympische Zomerspelen 2024 in Parijs vond plaats op 28 juli (kwalificatie) en op 4 augustus]. De Algerijnse Kaylia Nemour won met 15.700 de Olympische medaille, het zilver was voor de Chinese Qiu Qiyuan, de Amerikaanse Sunisa Lee behaalde de bronzen medaille. 
De 17-jarige Nemour brak meerdere records met deze prestatie. Ze is de eerste Algerijnse gymnaste die een medaille haalt, en ook de eerste van het hele Afrikaanse continent op het podium (in deze sport). 
De D-scores van Nemour en Qiyuan waren 7.2 (dus voor de moeilijkheidsgraad), wat ongezien hoog is. 
De Belgische Nina Derwael, Olympische kampioene op brug, kwam haar titel verdedigen in Parijs: zij eindigde uiteindelijk vierde, op slechts 0.033 punten verschil met het brons van Lee. 

## Format
Alle deelnemende turnsters moesten een kwalificatie-oefening turnen. De beste acht deelnemers gingen door naar de finale. Echter mochten er maximaal twee deelnemers per land in de finale komen. De scores van de kwalificatie werden bij de finale gewist, en alleen de scores die in de finale gehaald werden, telden.

## Uitslag
- D-score; de moeilijkheidsgraad van de oefening
- E-score; de uitvoeringsscore van de oefening
- Straf; straffen die zijn gegeven door de jury
- Totaal; D-score + E-score - straf geeft de totaalscore

### Kwalificatie
| Rang | Gymnast        | Gymnast | D-score | E-score | Straf | Totaal |    |
| ---- | -------------- | ------- | ------- | ------- | ----- | ------ | -- |
| 1    | Kaylia Nemour  | ALG     | 7.1     | 8.500   |       | 15.600 | Q  |
| 2    | Qiu Qiyuan     | CHN     | 6.8     | 8.266   |       | 15.066 | Q  |
| 3    | Sunisa Lee     | USA     | 6.4     | 8.466   |       | 14.866 | Q  |
| 4    | Nina Derwael   | BEL     | 6.5     | 8.233   |       | 14.733 | Q  |
| 5    | Zhang Yihan    | CHN     | 6.4     | 8.300   |       | 14.700 | Q  |
| 6    | Alice D'Amato  | ITA     | 6.3     | 8.366   |       | 14.666 | Q  |
| 7    | Becky Downie   | GBR     | 6.6     | 8.066   |       | 14.666 | Q  |
| 8    | Helen Kevric   | GER     | 6.2     | 8.400   |       | 14.600 | Q  |
| 9    | Simone Biles   | USA     | 6.2     | 8.233   |       | 14.433 | R1 |
| 10   | Rebeca Andrade | BRA     | 6.1     | 8.300   |       | 14.400 | R2 |
| 11   | Sanna Veerman  | NED     | 6.4     | 8.000   |       | 14.400 | R3 |

Reserve
- Simone Biles  USA
- Rebeca Andrade  BRA
- Sanna Veerman  NED

### Finale
| Rang   | Gymnast       | Gymnast | D-score | E-score | Straf | Totaal |
| ------ | ------------- | ------- | ------- | ------- | ----- | ------ |
| Goud   | Kaylia Nemour | ALG     | 7.2     | 8.500   |       | 15.700 |
| Zilver | Qiu Qiyuan    | CHN     | 7.2     | 8.300   |       | 15.500 |
| Brons  | Sunisa Lee    | USA     | 6.4     | 8.400   |       | 14.800 |
| 4      | Nina Derwael  | BEL     | 6.5     | 8.266   |       | 14.766 |
| 5      | Alice D'Amato | ITA     | 6.4     | 8.333   |       | 14.733 |
| 6      | Helen Kevric  | GER     | 6.4     | 8.166   |       | 14.566 |
| 7      | Becky Downie  | GBR     | 6.5     | 7.133   |       | 13.633 |
| 8      | Zhang Yihan   | CHN     | 6.1     | 6.700   |       | 12.800 |

1952: Margit Korondi ·
1956: Ágnes Keleti ·
1960: Polina Astachova ·
1964: Polina Astachova ·
1968: Věra Čáslavská ·
1972: Karin Janz ·
1976: Nadia Comăneci ·
1980: Maxi Gnauck ·
1984: Ma Yanhong, Julianne McNamara ·
1988: Daniela Silivaș ·
1992: Lu Li ·
1996: Svetlana Chorkina ·
2000: Svetlana Chorkina ·
2004: Émilie Le Pennec ·
2008: He Kexin · 
2012: Alia Moestafina · 
2016: Alia Moestafina ·  
2020: Nina Derwael · 
2024: Kaylia Nemour